# SZNZ: Spring
SZNZ: Spring es el séptimo EP de la banda estadounidense Weezer. como el primero de los cuatro EPs en su proyecto SZNZ (pronunciado "Seasons"). Fue lanzado el 20 de marzo de 2022 a través de Crush Music y Atlantic Records.. Se lanzó una versión física en CD más tarde ese mismo año, y se planea un lanzamiento en vinilo para el invierno de 2023. El EP recibió un sencillo, titulado "A Little Bit of Love".

## Lista de canciones
Todas las canciones escritas y compuestas por Rivers Cuomo, excepto donde se indique. 
| N.º | Título                 | Duración |  |
| 1.  | «Opening Night»        | 2:27     |  |
| 2.  | «Angels on Vacation»   | 3:25     |  |
| 3.  | «A Little Bit of Love» | 2:44     |  |
| 4.  | «The Garden of Eden»   | 3:15     |  |
| 5.  | «The Sound of Drums»   | 3:16     |  |
| 6.  | «All This Love»        | 2:50     |  |
| 7.  | «Wild at Heart»        | 2:54     |  |

## Posicionamiento en lista
| Lista (2022)                     | Posición |
| -------------------------------- | -------- |
| Reino Unido (UK Album Downloads) | 37       |

## Personal
Weezer
- Brian Bell - guitarra, coros
- Rivers Cuomo - guitarra, voz
- Scott Shriner - bajo, coros
- Patrick Wilson - batería, voces, percusión